# Puja Abdillah
Puja Abdillah (sinh ngày 27 tháng 11 năm 1996) là một cầu thủ bóng đá người Indonesia hiện tại thi đấu ở vị trí tiền vệ cho Persib Bandung ở Liga 1.

## Sự nghiệp

### Persib Bandung
Anh có màn ra mắt ở Liga 1 ngày 15 tháng 7 năm 2017, trước Mitra Kukar nơi anh ra sân từ ghế dự bị.